# Hulterstads församling
Hulterstads församling var en församling i Ölands södra kontrakt, Växjö stift, Mörbylånga kommun på Öland i Kalmar län. Församlingen uppgick 2002 i Hulterstad-Stenåsa församling.
Församlingskyrka var Hulterstads kyrka. 

## Administrativ historik
Församlingen har medeltida ursprung.
Församlingen var under medeltiden moderförsamling i pastoratet Hulterstad och Stenåsa för att en tid före 1575 bilda pastorat med Segerstads församling, för att från 1575 till 1962 åter vara moderförsamling i pastorat med Stenåsa. Församlingen var från 1962 annexförsamling i pastoratet Mörbylånga, Resmo, Vickleby,  Hulterstad, Stenåsa och Kastlösa Församlingen uppgick 2002 i Hulterstad-Stenåsa församling.
Församlingskod var 084005.

## Series pastorum
| Ämbetstid   | Namn                          | Levnadstid      | Kommentar                         |
| (1483)      | Johannes (Hans)               |                 | Hulterstad                        |
| (1525)      | Olaus Johannis                |                 | Hulterstad                        |
| 1554        | Nils                          |                 | Hulterstad, Stenåsa och Segerstad |
| 1556–1563   | Erik                          |                 | Hulterstad, Stenåsa och Segerstad |
| 1564–1568   | Lars Petri                    | d. 1568         | Hulterstad, Stenåsa och Segerstad |
| (1568)–1586 | Erasmus (Rasmus) Christierni  | d. 1586         |                                   |
| 1587–1596   | Laurentius Johannis           | d. 1596         |                                   |
| 1599–1645   | Hinricus Andreae              | d. 1645         |                                   |
| 1648–1678   | Magnus Birgeri Berelius       | d. 1678         |                                   |
| 1680        | Laurentius (Lars) Petri Bonde | d. 1680         |                                   |
| 1680–1715   | Olaus Jonae Ludenius          | omkr. 1656–1715 |                                   |
| 1718–1741   | Petrus Naesman                | 1686–1755       |                                   |
| 1741        | Carl Rossander                | 1682–1741       |                                   |
| 1744        | Olaus Cedergren               | 1692–1744       |                                   |
| 1746–1761   | David Hiort                   | 1713–1767       |                                   |
| 1762–1793   | Erland Fornander              | 1718–1793       |                                   |
| 1795–1796   | Aron Dahlerus                 | 1747–1796       |                                   |
| 1799–1815   | Johan Lindeström              | 1754–1815       |                                   |
| 1817–1840   | Carl Peter Rossander          | 1773–1840       |                                   |
| 1842–1861   | Erik Gustaf Brunner           | 1795–1861       |                                   |
| 1865–1889   | Gustaf Lindeman               | 1813–1889       |                                   |
| 1891–1918   | Otto Wilhelm Wulff            | 1840–1918       |                                   |
| 1919–1936   | Johan Axel Adolf von Schéele  | 1874–1936       |                                   |
| 1937–1960   | Sven Hugo Håkansson           | 1903–1984       |                                   |

## Klockare och organister
| Ämbetstid | Namn           | Levnadstid | Övrigt                   |
| --------- | -------------- | ---------- | ------------------------ |
| 1730      | Olof Jonsson   |            | Klockare.                |
| 1749–1755 | Måns Jakobsson | 1720–      | Klockare.                |
| 1791–1839 | Jakob Månsson  | 1761–1839  | Klockare.                |
| 1841–1860 | Nils Lindgren  | 1812–      | Klockare och skollärare. |